# Somatolophia haydenata
Somatolophia haydenata är en fjärilsart som beskrevs av Alpheus Spring Packard 1876. Somatolophia haydenata ingår i släktet Somatolophia och familjen mätare. Inga underarter finns listade i Catalogue of Life.